# Jeremy Lin

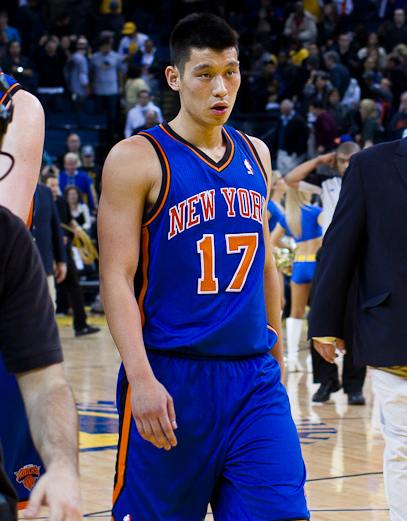
Jeremy Lin, 2011

Jeremy Shu-How Lin (Lâm Thư Hào, 林書豪, 23 tháng 8 năm 1988) là một cầu thủ bóng rổ chuyên nghiệp người Mỹ gốc Đài Loan hiện đang chơi cho đội Santa Cruz Warrios thuộc Giải bóng rổ chuyên nghiệp hạng hai G-League. Anh đã từng bất ngờ dẫn dắt đội New York Knicks đi đến những chiến thắng không tưởng vào năm 2012, làm cả thế giới điên cuồng với cái tên "Linsanity". 
Lin trưởng thành tại vùng vịnh San Francisco và đạt giải Cầu thủ của năm Phía Bắc California khi học trung học. Sau khi không được nhận học bổng thể thao nào, anh ấy đã đăng kí học trường Đại học Harvard danh tiếng, và được 3 lần xướng tên là cầu thủ toàn khu vực trong Ivy League. Không được draft sau khi tốt nghiệp, anh ấy đã đơn phương kí hợp đồng vào năm 2010 với đội Golden State Warriors của quê hương anh. Anh ấy ít được chơi vào năm đầu tiên và đã tham gia vào giải NBA Development League (D-League) 3 lần. Anh ấy là vật hy sinh của Warriors và Houston Rockets vào tiền mùa giải tiếp theo trước khi gia nhập New York Knicks vào mùa giải 2011-2012. Lin tiếp tục phải chơi tại giải D-League. Vào tháng 2 năm 2012, anh ấy dẫn dắt toàn đội New York tới những trận thắng liên tiếp khi được đề cử vào đội hình xuất phát. Vào mùa hè năm 2012, Lin kí hợp đồng 3 năm với Rockets, nơi anh ấy được chơi 2 mùa giải trước khi được trao đổi sang đội Los Angeles Lakers. Anh ấy chơi 1 mùa tại Lakers trước khi kí hợp đồng với Charlotte Hornets. Mùa tiếp theo anh ấy đã kí với đội Brooklyn.
Lin là một trong số ít người Mỹ gốc Á trong lịch sử giải NBA, và là người Mỹ gốc Hoa hay người Đài Loan đầu tiên được tham dự giải đấu. Anh ấy còn được biết đến vì đức tin với đạo Công giáo của mình.